# Wierzejskiella subterranea
Wierzejskiella subterranea är en hjuldjursart som beskrevs av Adolf Remane 1949. Wierzejskiella subterranea ingår i släktet Wierzejskiella och familjen Dicranophoridae. Inga underarter finns listade i Catalogue of Life.